# Eduard Alexandrowitsch Rjabow
Eduard Alexandrowitsch Rjabow (russisch Эдуард Александрович Рябов; * 16. Januar 1972) ist ein ehemaliger russischer Biathlet, der zeitweise auch für Kirgisistan antrat.
Eduard Rjabow kommt aus Chanty-Mansijsk und startete für die Region Jugra. Er gewann bei den erstmals ausgetragenen Biathlon-Europameisterschaften 1994 in Kontiolahti mit Pawel Muslimow, Pawel Wawilow und Nikolai Klykow die Goldmedaille im Staffelrennen. Er debütierte zum Auftakt der Saison 1994/95 im Biathlon-Weltcup. Gleich in seinem ersten Einzel erreichte er mit Rang sechs eine Top-Ten-Platzierung. Im weiteren Verlauf der Saison wurde er in Oberhof bei einem Einzel Dritter hinter Wilfried Pallhuber und Patrice Bailly-Salins. Es blieb das einzige Podiumsresultat in einem Einzelrennen im Weltcup. Höhepunkt der ersten Saison wurden die Biathlon-Weltmeisterschaften 1995 in Antholz, bei denen Rjabow sowohl im Einzel wie auch mit Alexei Kobelew, Pawel Muslimow und Wladimir Dratschow im Staffelrennen Achter wurde. In der Gesamtwertung des Weltcups wurde er Sechster. An diese Leistungen sollte er in der Folgezeit nicht mehr anknüpfen können, wenngleich er in den beiden folgenden Saisonen noch mehrfach Top-Ten-Resultate erreichte. Bei den Biathlon-Europameisterschaften 1997 in Windischgarsten gewann er mit Wladimir Bechterew, Andrei Padin und Alexei Sidorow als Schlussläufer im Staffelrennen hinter den Deutschen die Silbermedaille. 1999 gewann er mit Kobelew, Sergei Konowalow und Muslimow in Ischewsk erneut Staffel-Silber. Zum Finale der Saison 1999/2000 konnte Rjabow in Chanty-Mansijsk erstmals seit 1997 wieder im Weltcup starten, ohne jedoch nennenswerte Leistungen zu zeigen. Es waren zugleich die letzten reinen Weltcuprennen seiner Karriere. Vor 2003 wechselte er den Verband und trat bei den Biathlon-Weltmeisterschaften 2003 in Chanty-Mansijsk für Kirgisistan an. Der Russe wurde 60. des Einzels, 40. des Sprints und 41. der Verfolgung. Seine letzten internationalen Rennen bestritt er ebenfalls in Chanty-Mansijsk beim IBU-Grand-Prix 2003. Im selben Jahr wurde er in Kansk gemeinsam mit Prokunin, Beresnew und Kobelew als Schlussläufer in der Staffel russischer Meister.
Rjabow ist einer der Direktoren des „Центр спортивной подготовки сборных команд Югры“ (deutsch: „Trainingszentrum der Sportmannschaften der Region Jugra“).

## Biathlon-Weltcup-Platzierungen
Die Tabelle zeigt alle Platzierungen (je nach Austragungsjahr einschließlich Olympische Spiele und Weltmeisterschaften).
- 1.–3. Platz: Anzahl der Podiumsplatzierungen
- Top 10: Anzahl der Platzierungen unter den ersten zehn (einschließlich Podium)
- Punkteränge: Anzahl der Platzierungen innerhalb der Punkteränge (einschließlich Podium und Top 10)
- Starts: Anzahl gelaufener Rennen in der jeweiligen Disziplin

| Platzierung         | Einzel | Sprint | Verfolgung | Massenstart | Team | Staffel | Gesamt |
| ------------------- | ------ | ------ | ---------- | ----------- | ---- | ------- | ------ |
| 1. Platz            |        |        |            |             |      |         |        |
| 2. Platz            |        |        |            |             |      |         |        |
| 3. Platz            | 1      |        |            |             | 1    |         | 2      |
| Top 10              | 6      | 3      |            |             | 1    | 1       | 11     |
| Punkteränge         | 11     | 8      | 1          |             | 1    | 1       | 22     |
| Starts              | 16     | 18     | 4          |             | 1    | 1       | 40     |
| Stand: Karriereende |        |        |            |             |      |         |        |